# Trenčín (regio)
De Regio Trenčín (Slowaaks: Trenčiansky kraj) is een bestuurlijke regio van Slowakije bestaande uit negen okresy (districten). De hoofdstad is Trenčín. Een andere belangrijke stad is Prievidza.

## Districten
- Bánovce nad Bebravou
- Ilava
- Myjava
- Nové Mesto nad Váhom
- Partizánske
- Považská Bystrica
- Prievidza
- Púchov
- Trenčín

Banská Bystrica · Bratislava · Košice · Nitra · Prešov · Trenčín · Trnava · Žilina
(Lijst van vlaggen van Slowaakse regio's)